# Chiesa di Santa Maria di Gerusalemme

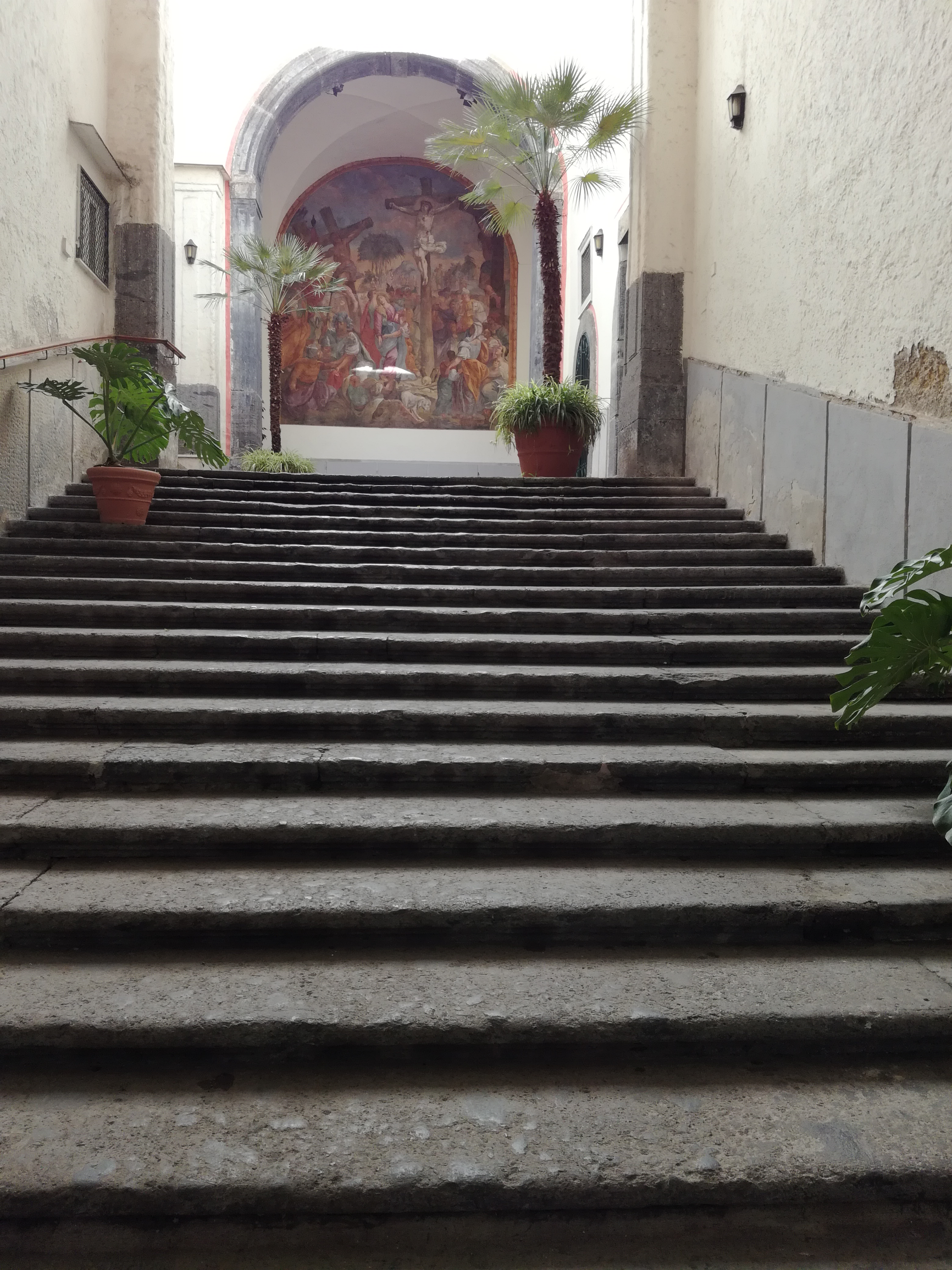
La scalinata d'ingresso

La chiesa di Santa Maria di Gerusalemme (o chiesa delle trentatré) si erge a Napoli, all'interno dell'omonimo complesso monastico, nei pressi della chiesa di Santa Maria della Vittoria e Santissima Trinità all'Anticaglia.
L'intera struttura è un importante punto di riferimento per l'arte e l'architettura del Rinascimento napoletano.
Il monastero fu innalzato nel XIV secolo; era detto delle trentatré perché questo era il numero delle monache che potevano essere ospitate nel convento.
Nel 1585 venne abbattuta l'originaria chiesa di Santa Maria del Presepe e venne costruito un secondo edificio religioso, ma anch'esso fu distrutto nel XVII secolo per far posto a quello attuale.
Sulla controfacciata dello scalone d'ingresso si ammira la Caduta di Cristo sotto la croce affrescata nella prima metà del XVII secolo dal fiammingo Agostino Pussè, mentre l'arcata sulla parete di fondo è occupata dalla scena della Crocifissione, affrescata da Pietro Malinconico nel 1776. Ai lati di quest'ultima altre arcate accolgono altri affreschi seicenteschi: Santa Chiara che scaccia i saraceni, San Francesco che riceve il Bambino dalla Madonna e San Francesco che abbraccia il Cristo. 
A sinistra della scalinata si apre la chiesa del monastero, pavimentata in cotto e maiolica nel XVIII secolo da Donato Massa e con, sullo sfondo, un imponente altare ligneo in noce, adornato di intagli dorati di gusto tardo barocco, che accoglie al centro una tavola del fiammingo Teodoro D'Errico, La Presentazione al Tempio di Gesù Bambino. Ai lati della tavola centrale vi sono quattro tele di santi e sante francescani (San Francesco, Santa Chiara, Santa Elisabetta e Santa Colletta) aggiunte successivamente da Nicola Malinconico, mentre al di sopra vi è La presentazione di Maria Bambina al Tempio sempre attribuibile al D'Errico.
A sormontare il comunichino, da dove le monache assistono e partecipano alla santa Messa, vi è la grande tela della Cena in Emmaus realizzata nel 1774 da Giuseppe Bonito (restaurata nel 2023), mentre di fronte un'altra imponente macchina d'altare lignea accoglie il seicentesco dipinto su tavola della Madonna della Purità, attribuibile a Pacecco De Rosa, sopra il quale vi è un Eterno Padre benedicente, anch'esso di Nicola Malinconico.
Infine i due altari laterali sono sormontati dalle tele settecentesche della Santa Chiara che scaccia i saraceni e della Santa Veronica Giuliani che riceve le stimmate di ignoti artisti ed entrambe restaurate negli ultimi anni.
Oggi, per via delle rigide regole monastiche, l'accesso al tempio è gestito dal convento.